# Françoise-Athénaïs de Rochechouart de Mortemart
Françoise-Athénaïs de Rochechouart de Mortemart, Nữ hầu tước xứ Montespan (5 tháng 10 năm 1640 - 27 tháng 5 năm 1707), thường được gọi đơn giản Madame de Montespan, là một nữ quý tộc người Pháp và nổi tiếng là tình nhân được sủng ái nhất của Louis XIV của Pháp. Bà đã có tới 7 đứa con được hợp pháp hóa với nhà vua.
Françoise-Athénaïs xuất thân từ một trong những gia đình quý tộc lâu đời nhất nước Pháp, nhà Rochechouart, Madame de Montespan tuy chỉ là tình nhân bất hợp pháp nhưng đương thời đều xem bà là Vương hậu đích thực của Pháp, tầm ảnh hưởng chính trị của bà đã làm lu mờ người vợ chính thức của nhà vua, María Teresa của Tây Ban Nha.
Sự kiện bắt đầu triều đại của bà là khoảng năm 1667, khi bà khiêu vũ cùng Louis XIV và hớp hồn vị quốc vương đa tình. Đó là một buổi dạ hội được tổ chức ở Cung điện Louvre bởi em trai nhà vua, Philippe I xứ Orléans. Bà ảnh hưởng tại triều đình Pháp trong một thời gian đến khi xảy ra Vụ án chất độc khiến hình ảnh của bà bị ảnh hưởng nghiêm trọng. Người có tầm ảnh hưởng đương thời được so với bà là Barbara Villiers, tình nhân của Charles II của Anh.
Françoise-Athénaïs là tổ tiên của nhiều nền quân chủ Châu Âu, bao gồm Tây Ban Nha, Ý, Bulgaria và Bồ Đào Nha.